# Rhipidomus ipukensis
Rhipidomys ipukensis é uma espécie de roedor da família Cricetidae. endêmica do Brasil, onde pode ser encontrada no estado do Tocantins.